# Fiorentino (diamante)

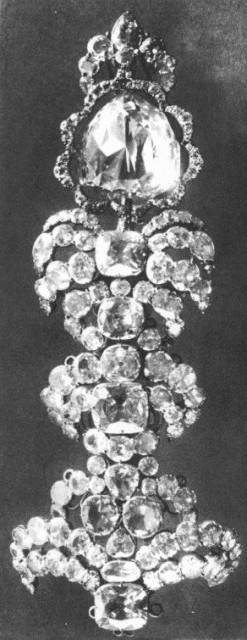
Fiorentino

Il Fiorentino un celebre diamante, la cui storia è documentata almeno dal XVII secolo, andato perduto negli anni venti del XX secolo. Venne descritto come un diamante indiano, caratterizzato da un colore giallo pallido con sfumature verdi. Prima della sua scomparsa era tagliato a doppia rosetta a nove lati, con 126 faccette e con un peso complessivo di circa 137,27 carati (27,454 g). La pietra era anche conosciuta come il diamante Toscano, il Granduca di Toscana e, dopo l'acquisizione da parte degli Asburgo, come il diamante Giallo Austriaco.

## Storia
Le origini della gemma sono piuttosto oscure. Secondo una leggenda, venne tagliato per l'ultimo duca di Borgogna, il ricchissimo Carlo il Temerario, il quale lo indossò quando venne ferito nel corso della battaglia di Morat del 1476. Un paesano, o forse un semplice fante, lo ritrovò sul campo di battaglia e lo rivendette per alcuni fiorini, credendolo di poco valore. L'acquirente, un cittadino di Berna, di nome Bartholomeus Mayus, lo rivendette a sua volta a dei mercanti genovesi che lo portarono in Italia, dove, sempre secondo le leggende, venne venduto a Ludovico il Moro, duca di Milano, e poi a papa Giulio II. In seguito, attraverso i banchieri Fugger, venne acquisito dai Medici di Firenze.
Un'altra versione sulle origini racconta invece che il diamante venne acquistato da Ludovico Castro, Conte di Montesanto, governatore portoghese di Goa, da un re indiano di Vijayanagar che era stato sconfitto in battaglia dalle truppe portoghesi. La gemma venne in seguito depositata a Roma, presso i gesuiti, finché il granduca di Toscana, Ferdinando I de' Medici, dopo lunghe trattative, riuscì ad acquistarlo dalla famiglia Castro-Noranha per circa 35.000 scudi crociati portoghesi dell'epoca. L'acquisto è comprovato da un documento tuttora conservato all'Archivio di Stato di Firenze, firmato il 12 ottobre 1601.
Il figlio del granduca, Cosimo II, affidò in seguito il diamante a un tagliatore, Pompeo Studentoli, artigiano veneziano residente a Firenze, che restituì la gemma lavorata nell'ottobre 1615, e ne fece dono alla consorte Maria Maddalena d'Austria, che lo indossa in tutti i ritratti ufficiali come un pendente del suo diadema, montato entro una cornice d'oro che conteneva altri piccoli diamanti. Un inventario redatto alla morte del Granduca Cosimo III conferma l'acquisizione di una grande gemma grezza da parte di Ferdinando I e, dopo la lavorazione, ne descrive la forma e la sua collocazione in un gioiello: sfaccettata su entrambi i lati e circondata da una banda incrostata di diamanti.

Maria Maddalena d'Austria col figlio, che indossa in testa, come pendente, il Fiorentino

Il famoso viaggiatore e mercante francese Jean-Baptiste Tavernier vide la gemma nel tesoro mediceo a Firenze e la descrisse minuziosamente in un suo resoconto del 1676. Dopo l'estinzione dei Medici, le gemme e tutti gli oggetti che non erano opere strettamente di pittura e sculture vennero esplicitamente escluse dal legato di Anna Maria Luisa de' Medici, per cui entrarono nelle disponibilità degli Asburgo Lorena. La gemma in particolare passò all'imperatrice Maria Teresa d'Asburgo e a suo marito Francesco Stefano di Lorena e venne quindi collocata assieme agli altri gioielli della corona imperiale nella Hofburg di Vienna. Dopo il crollo dell'Impero austro-ungarico nel 1918, la gemma seguì la famiglia degli Asburgo nel loro esilio in Svizzera, ma venne rubata e probabilmente ritagliata durante gli anni Venti.

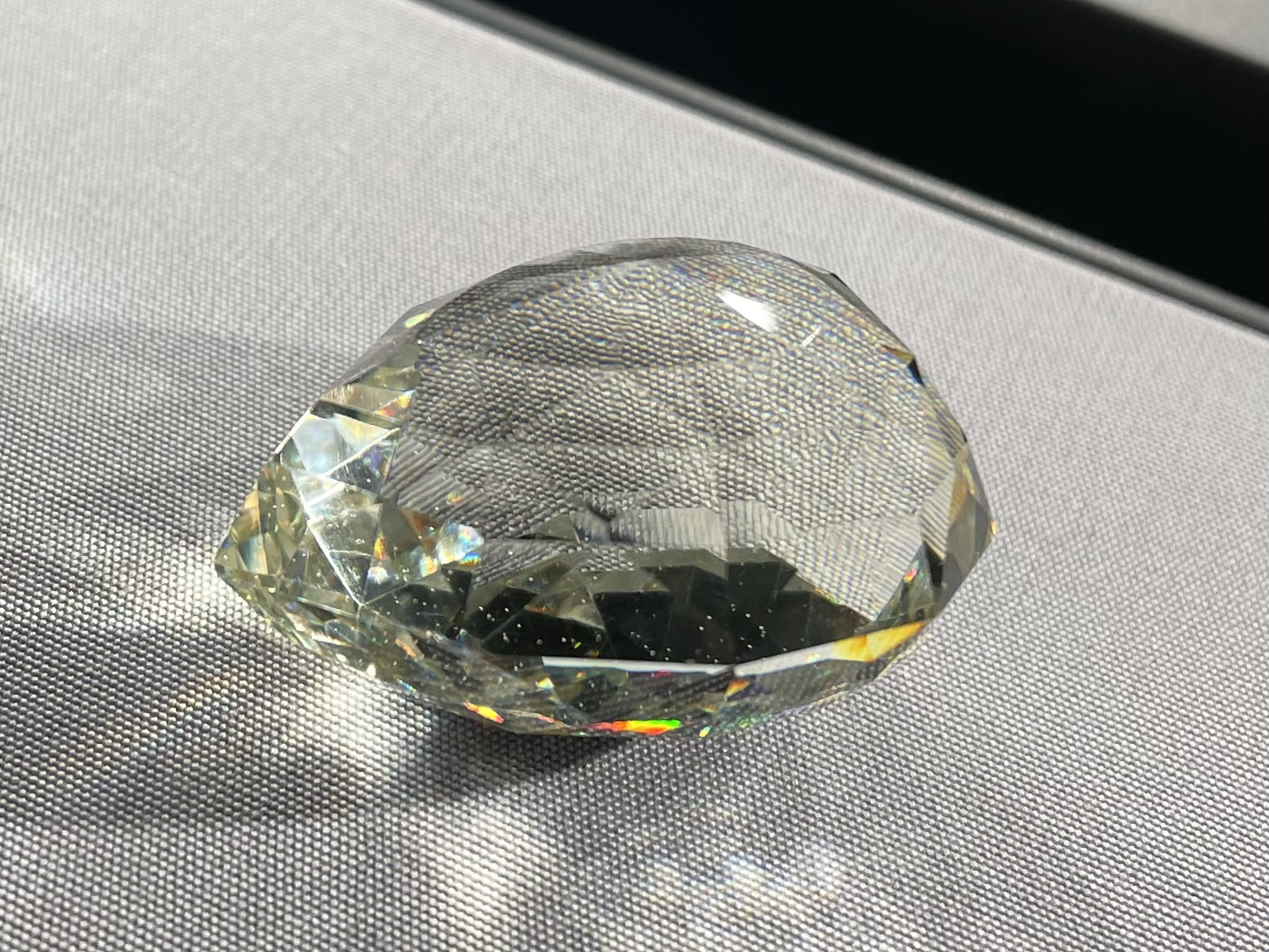
Copia austriaca del Fiorentino, realizzata nel 1865 e conservata al Museo di Storia Naturale di Vienna

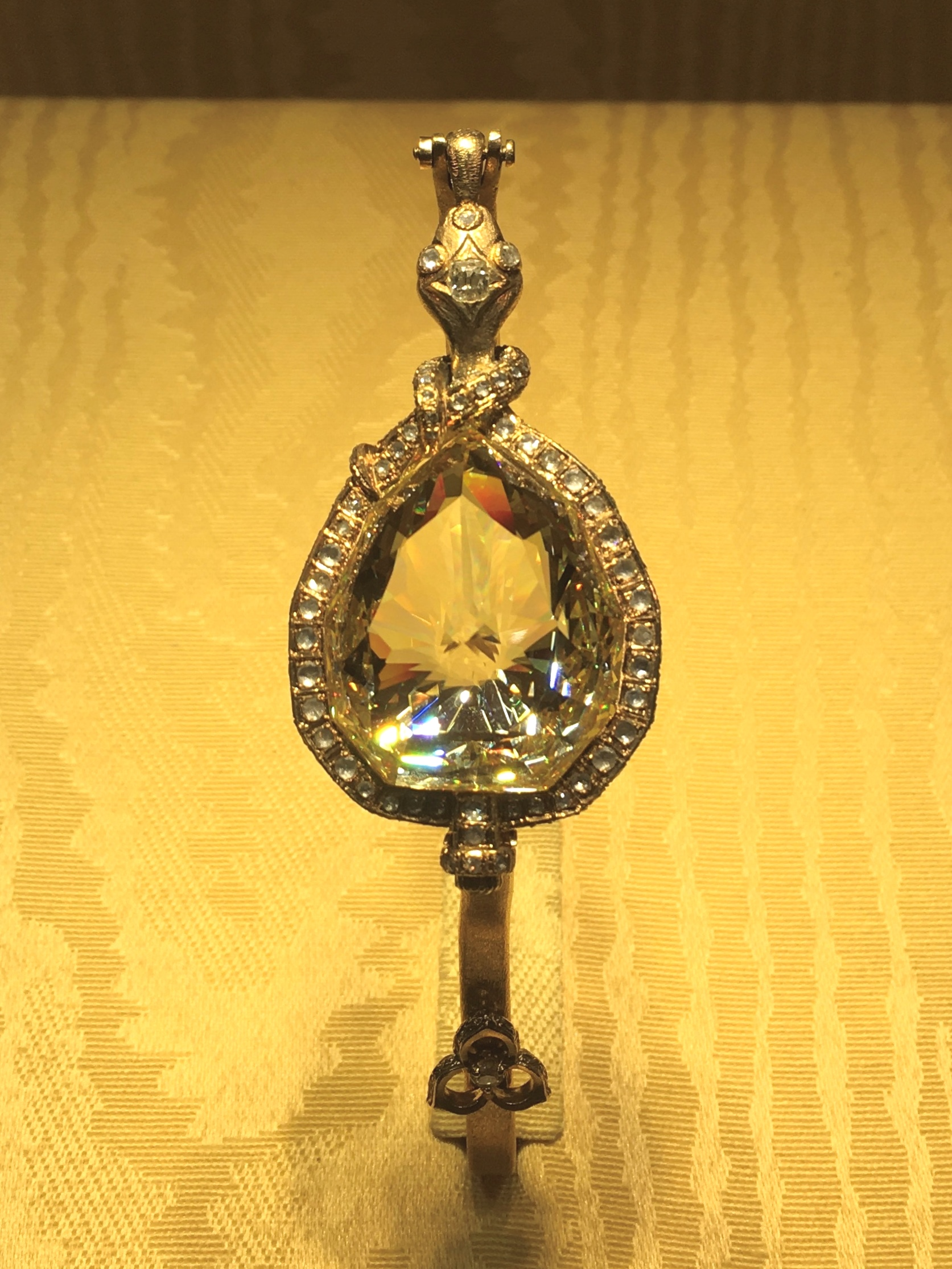
Riproduzione del Fiorentino con l'aspetto che aveva nel XVII/XVIII secolo, opera di Paolo Penko, esposto a Firenze, Palazzo Medici Riccardi

Una copia di pregevole fattura e somiglianza, realizzata nel 1865, è tuttavia conservata al Museo di Storia Naturale di Vienna. Un'altra copia, realizzata da Paolo Penko sulla base delle descrizioni storiche, è conservata al Palazzo Medici Riccardi di Firenze. 
Quanto alla gemma originale, alcuni sospettano che venne ritagliato in quello che oggi è conosciuto come il Tiffany Giallo, ma non ci sono prove a questo riguardo..